# Enrique Delgado Coppiano
Enrique Delgado Coppiano (Chone, 8 de enero de 1937 - Ibídem, 19 de marzo de 2021) fue un político y periodista ecuatoriano.

## Biografía
Nació el 8 de enero de 1937 en Chone, provincia de Manabí. Realizó sus estudios secundarios en el Colegio Nacional Olmedo de Portoviejo y los superiores en el Erasmus College de Nueva York, donde obtuvo el título de administrador de empresas.
Inició su vida política en 1962 como concejal de Chone. También ocupó los cargos de intendente de policía de Manabí, presidente de la cámara de comercio de Chone y director del centro de rehabilitación de Manabí.
En 1971 se convirtió en prefecto provincial de Manabí luego de la muerte del anterior prefecto, Oliva Miranda. Ocupó el puesto hasta 1976.
Para las elecciones legislativas de 1984 fue elegido diputado nacional en representación de la provincia de Manabí por el partido Izquierda Democrática.
En 1988 fue nombrado ministro de agricultura y ganadería por el presidente Rodrigo Borja Cevallos, pero renunció al cargo al año siguiente luego de que salieran a la luz irregularidades en la importación de arroz desde Estados Unidos, hecho que provocó que los diputados de su propio partido pidieran su salida.
En febrero de 2015 publicó el libro "Fulgores de Chone", un compendio de la historia de la ciudad manabita de Chone.
Falleció la noche del 20 de marzo de 2021 en el hospital del IESS a causa de complicaciones producto de COVID-19.